# 刘军武
刘军武（1906年—1966年），原名刘洪斗，字仕宏公，谥号醉乐，广东省丰顺县建桥镇岗围村人。
清光绪三十二年（1906）出生在一个普通的客家农民家庭，家里有4兄弟，排行老四。民国10年（1921）参加国民政府警察，担任丰顺县环清乡公所警察，维护当地治安，后来加入前身为粤军的第十九路军，转战各地。
民国15年（1926），参加國民革命軍北伐。
民国19年（1930），参加中原大战，后因作战勇敢升任国民革命军第十九路军连长。
民国20年（1931）九一八事变后，随第十九路军调防上海，参加淞沪抗战。
民国21年（1932）一二八事变以外交谈判解决，后来随十九路军从上海撤下至福建。
民国22年（1933）跟随第十九路军发动福建事变，成立中华共和国，后国民政府以大军镇压。由于闽变未取得其他势力支持，第十九路军内部亦有反对意见，在双方实力悬殊下终告失败。第十九路军番号取消编入中央军后一直参加国民革命军至抗日战争爆发。
民国27年（1938），徐州会战时期曾经代理军长3个月。
1949年，中共解放大陆全境后遣返回乡，文革中遭到迫害，1966年病逝。
育有二子，刘耿大居台湾，刘永大居深圳。
以上内容根据王文新(广东省政府参事室参事)、刘慕儒口述整理而成。